# Remote Control Productions
Remote Control Productions (anciennement Media Ventures) est un studio d'enregistrement fondé fin 1989 par Hans Zimmer et Jay Rifkin (en) spécialisé dans l'enregistrement et la production de musique de film et de musique de jeu vidéo.

## Historique
Le studio s'appelle Media Ventures jusqu'à ce que les deux cofondateurs mettent un terme à leur collaboration en 2003.
Dans les années 2010 et 2020, le modèle de création musicale que Hans Zimmer promeut à travers Remote Control devient prévalent à Hollywood : plusieurs dizaines d'artistes musicaux travaillent sur un même film et fournissent des mélodies au compositeur principal, tandis que seul celui-ci est crédité en tant que compositeur, les autres bénéficiant parfois de la mention « compositeur additionnel » au générique. Si ces collaborations de multiples artiste sur un même titre soulèvent des questions de légitimité des crédits, la perception de l'industrie dans les années 2020 est que Hans Zimmer semble s'être amélioré pour reconnaître ses collaborateurs.
En 2022, une enquête de Vanity Fair estime que Remote Control compte alors 279 employés, dont plusieurs centaines de compositeurs, co-compositeurs, arrangeurs et co-arrangeurs. Parmi ces anciens assistants, surnommés parfois en interne les « Zimlings » (en français : « créatures de Zimmer », ou « petits Zimmers »), ont émergé des compositeurs comme John Powell, Harry Gregson-Williams et Lorne Balfe.
Le studio est familièrement appelé « l'écurie de Hans Zimmer » par la presse car il y a formé et révélé toute une génération de musiciens.

## Collaborateurs occasionnels
Compositeurs ayant travaillé ou travaillant occasionnellement pour le studio Remote Control : 
- Ryeland Allison
- Klaus Badelt
- Lorne Balfe
- Stephen Barton
- Michael Brook
- David Buckley
- Patrick Cassidy
- Daft Punk
- Ramin Djawadi
- Clay Duncan
- Mike Einziger
- Pedro Eustache
- Jay Flood
- Germaine Franco
- Lisa Gerrard
- Nick Glennie-Smith
- Gavin Greenaway
- Harry Gregson-Williams
- Rupert Gregson-Williams
- Don Harper
- Richard Harvey
- Pete Haycock
- Ofra Haza
- James Newton Howard
- Steve Jablonsky
- Henry Jackman
- Junkie XL
- James S. Levine
- Dominic Lewis
- Henning Lohner
- Mark Mancina
- Matthew Margeson
- Johnny Marr
- Stanley Myers
- Trevor Morris
- Blake Neely
- Atli Örvarsson
- Heitor Pereira
- John Powell
- Graham Preskett
- Trevor Rabin
- Kevin Riepl
- Jeff Rona
- Guillaume Roussel
- Steven M. Stern
- Marc Streitenfeld
- Martin Tillman
- Pınar Toprak
- John Van Tongeren
- Shirley Walker
- Benjamin Wallfisch
- Mel Wesson
- Eric Whitacre
- Pharrell Williams
- Geoff Zanelli